# Expertenkommission Forschung und Innovation
Die Expertenkommission Forschung und Innovation (EFI) ist ein sechsköpfiger Sachverständigenrat und leistet wissenschaftliche Politikberatung für die Bundesregierung zu den Themen Bildung, Forschung und Innovation. Die Institution wurde im Jahr 2006 per Beschluss der Bundesregierung vom 26. August 2006 eingerichtet. Die EFI-Geschäftsstelle befindet sich in Berlin.
Die EFI legt der Bundesregierung jeweils Anfang März eines Jahres ein Gutachten zu Forschung, Innovation und technologischer Leistungsfähigkeit Deutschlands vor. Darin wird auf eigene Forschungsergebnisse ebenso zurückgegriffen, wie auf Ergebnisse von externen Wissenschaftseinrichtungen, die im Auftrag der EFI erarbeitet wurden. Das erste Gutachten wurde der Bundesregierung am 27. Februar 2008 übergeben.

## Aufgaben und Arbeitsweise
Die Expertenkommission hat folgende Aufgaben:
- Vergleichende Darstellung und Analyse von Strukturen, Leistungsfähigkeit und Perspektiven des deutschen Forschungs- und Innovationssystems,
- Begutachtung von Schwerpunktfragen des deutschen Forschungs- und Innovationssystems,
- Erarbeitung von möglichen Handlungsoptionen und Handlungsempfehlungen zur Weiterentwicklung des deutschen Forschungs- und Innovationssystems.

Die Expertenkommission bündelt den interdisziplinären Diskurs zur Innovationsforschung in Wirtschafts- und Sozialwissenschaften, Bildungsökonomie, Ingenieur- und Naturwissenschaften sowie der Technikvorausschau. Mit diesem Ansatz werden alle für den Innovationsprozess wichtigen technischen, organisatorischen, kommerziellen und gesellschaftlichen Faktoren berücksichtigt. 
Darüber hinaus untersucht die Kommission jährlich ausgewählte Schwerpunktthemen, die für Wirtschaft und Gesellschaft von herausragender Bedeutung sind. In ihren Jahresgutachten fasst die EFI die Ergebnisse in einer allgemeinverständlichen Sprache zusammen und formuliert Empfehlungen zur Überwindung bestehender Defizite im Innovationsprozess. In diesem Zusammenhang entwickelt die EFI bereits bestehende Indikatorsysteme zur Analyse und Beschreibung von Innovationsprozessen systematisch weiter und analysiert auf dieser Grundlage die Stärken und Schwächen des deutschen Innovationssystems.
Die EFI verzichtet dabei auf die Bildung von „zusammengesetzten“ Innovationsindizes. Der Grund dafür ist, dass der Gebrauch von zusammengesetzten Indikatoren, die in Form von Ranglisten publiziert werden, irreführend sein kann. Schließlich können Ranglisten aufgrund einer von Interessen geleiteten Auswahl von Indikatoren beträchtlich variieren. Ohne interpretierende Diskussion der zugrunde liegenden komplexen Sachverhalte ist der Raum für Manipulation durch Selektion, Gewichtung und Aggregation groß. Die Jahresgutachten sowie die in ihrem Auftrag erstellten Studien zum deutschen Innovationssystem sind im Internet über die offizielle Homepage abrufbar.

## Jahresgutachten
Das Jahresgutachten gliedert sich in drei inhaltliche Kapitel. Kapitel A bietet einen Überblick über die aktuellen Entwicklungen und Herausforderungen für das deutsche Innovationssystem. Kapitel B beinhaltet die Untersuchungen und Handlungsempfehlungen zu mehreren von der EFI ausgewählten Schwerpunktthemen. Kapitel C umfasst die grafische Darstellung und Analyse zentraler Innovationsindikatoren. Dazu gehören Indikatoren wie „Bildung und Qualifikation“, „Forschung und Entwicklung“, „Innovationsverhalten der Wirtschaft“, „Finanzierung von Forschung und Innovation“, „Unternehmensgründungen“, „Patente“ sowie „Produktion, Wertschöpfung und Beschäftigung“.

## Mitglieder der Expertenkommission

### Mitglieder
Stand August 2025:
- Irene Bertschek (Vorsitzende), Leiterin des Forschungsbereichs Digitale Ökonomie am ZEW Mannheim und Professorin an der Universität Gießen
- Guido Bünstorf, Leiter des Fachgebiets Wirtschaftspolitik, Innovation und Entrepreneurship an der Universität Kassel
- Carolin Häussler (stellvertretende Vorsitzende), Inhaberin des Lehrstuhls für Organisation, Technologiemanagement und Entrepreneurship an der Universität Passau
- Christoph M. Schmidt, Präsident des RWI – Leibniz-Institut für Wirtschaftsforschung
- Friederike Welter, Präsidentin des Instituts für Mittelstandsforschung (IfM) Bonn und Professorin für Management von kleinen und mittleren Unternehmen und Entrepreneurship an der Universität Siegen

### Ehemalige Mitglieder
In früheren Jahren gehörten der Expertenkommission an:
- Ann-Kristin Achleitner, wissenschaftliche Co-Direktorin des Center for Entrepreneurial and Financial Studies (CEFS), Inhaberin des KfW-Stiftungslehrstuhls für Entrepreneurial Finance, Technische Universität München
- Jutta Allmendinger, Präsidentin des Wissenschaftszentrums Berlin für Sozialforschung; Professorin für Soziologie an der Humboldt-Universität Berlin
- Uschi Backes-Gellner, Professorin für Betriebswirtschaftslehre an der Universität Zürich
- Christoph Böhringer, Professor für Wirtschaftspolitik an der Carl-von-Ossietzky-Universität Oldenburg
- Holger Bonin, Forschungsdirektor am Forschungsinstitut zur Zukunft der Arbeit (IZA) Bonn und Professor für Volkswirtschaftslehre an der Universität Kassel
- Uwe Cantner, Professor für Volkswirtschaftslehre/Mikroökonomik an der Friedrich-Schiller-Universität Jena
- Dominique Foray, Professor für Innovationsmanagement an der Universität Lausanne
- Alexander Gerybadze, Leiter der Forschungsstelle Internationales Management und Innovation sowie Professor für Betriebswirtschaft an der Universität Hohenheim
- Hariolf Grupp (†), ehemaliger Geschäftsführender Direktor des Instituts für Wirtschaftspolitik und Wirtschaftsforschung (IWW) der Universität Karlsruhe, Lehrstuhl für Systemdynamik und Innovation, Professor am Fraunhofer-Institut für System- und Innovationsforschung (ISI)
- Dietmar Harhoff, Professor für Betriebswirtschaftslehre an der Ludwig-Maximilians-Universität München, seit 2013 Direktor am Max-Planck-Institut für Innovation und Wettbewerb in München
- Katharina Hölzle, Leiterin des Instituts für Arbeitswissenschaft und Technologiemanagement IAT der Universität Stuttgart und Leiterin des Fraunhofer-Institut für Arbeitswirtschaft und Organisation
- Patrick Llerena, Professor für Wirtschaftswissenschaften an der Universität Straßburg/Frankreich
- Joachim Luther, ehemaliger Leiter des Fraunhofer-Instituts für Solare Energiesysteme (ISE) und Chief Executive Officer des Solar Energy Research Institute of Singapore
- Ingrid Ott, Professorin für Wirtschaftspolitik am Karlsruher Institut für Technologie
- Till Requate, Professor für Innovation, Wettbewerbspolitik und Neue Institutionenökonomik an der Christian-Albrechts-Universität zu Kiel
- Monika Schnitzer, Leiterin des Seminars für Komparative Wirtschaftsforschung der Ludwig-Maximilians-Universität München